# دانیال (عباس‌آباد)
دانیال، روستایی از توابع بخش سلمان‌شهر شهرستان عباس آباد در استان مازندران ایران است.

## جمعیت
این روستا در دهستان کلارآباد غربی قرار دارد و براساس سرشماری مرکز آمار ایران در سال ۱۳۹۵، جمعیت آن ۱۱۹۲ نفر (۳۹۳ خانوار) بوده‌است. مردم دانیال از قومیت طبری هستند مردم دانیال به زبان طبری (مازندرانی) سخن می‌گویند. شغل مردم این روستا دامپروری است.

## حواشی و اتفاقات
پس از آنکه اداره اوقاف به مردم روستای دانیال اعلام کرده که خانه‌هایشان را به‌دلیل اوقافی بودن باید تخلیه کنند، گروهی از مردم برای اعتراض وارد خیابان‌ها شدند. این مهم‌ترین بخش از اخباری است که در روزهای گذشته رسانه‌های معاند تلاش کردند با انتشار آنها، به حادثه روستای دانیال از توابع شهر سلمان‌شهر دامن بزنند؛ حادثه‌ای که موجب تیراندازی و کشته شدن ۲ نفر از اهالی روستا شد و همه ساکنان آن را عزادار کرد و رسانه‌های معاند نیز تلاش کردند از این آب گل‌آلود ماهی بگیرند و به نوعی مردم و دولت را در مقابل هم قرار دهند. حال آنکه بررسی‌های قضایی و پلیسی نشان می‌دهد علت این درگیری، زمین‌هایی بوده که از ۷۰ سال پیش وقف شده بود نه خانه‌های مسکونی.
رئیس‌کل دادگستری استان مازندران در این‌باره گفته است: این درگیری ناشی از وضعیت وقفی زمین‌های روستای دانیال است که قدمت وقف آن به حدود ۷۰ سال قبل برمی‌گردد و اداره اوقاف مدعی است که حدود ۹۳۰ هکتار از زمین‌های روستای مذکور به‌عنوان عین موقوفه تلقی شده و باید تحت تولیت متولی خاص (موقوفه عام امامزاده دانیال) قرار گیرد.
وی ادامه داد: در این راستا بخشی از اراضی، به موجب احکام صادره از سوی مراجع ذی‌صلاح قضایی، توسط ضابطین از تصرف و استیلای اشخاص بومی خارج شد و نماینده‌ موقوفه، برای جلوگیری از تصرف مجدد زمین‌ها، اقدام به قرار دادن کانکس و به کارگیری نگهبان خصوصی برای محافظت از زمین‌ها کرد. اما این اتفاق باعث ایجاد حساسیت در اهالی روستا شد.
رئیس ‌کل دادگستری مازندران گفت: تصور ذهنی ساکنان روستا از این اقدام اوقاف این بود که آنها احتمالا قصد دارند این زمین‌ها را با سند اوقافی، تفکیک کرده و به افراد غیربومی بفروشند. در این شرایط افرادی ناشناس اقدام به آتش زدن کانکس‌های نگهبانی و سایر اماکن مرتبط با موقوفه‌ امامزاده دانیال و ضرب و جرح نگهبانان کردند. آنها حتی خانه یکی از متولیان موقوفه را هم آتش زدند و ۲ نفر از اعضای تیم حفاظت از زمین‌های موردنظر را گروگان گرفتند. در این شرایط مأموران پلیس وارد عمل شدند، اما فردی از طریق بلندگوی مسجد، اهالی را به تجمع در محل استقرار کانکس‌ها دعوت کرد و به این ترتیب مردم و مأموران حاضر در محل با یکدیگر درگیر شدند که مأموران برای جلوگیری از خلع سلاح شدن اقدام به تیراندازی کردند و متأسفانه در این حادثه ۲ نفر از اهالی روستا جان باختند و ۴ نفر از مأموران از جمله فرمانده انتظامی شهرستان مجروح شدند.
بر اساس این گزارش، به‌دنبال این حادثه دردناک، چند مأمور دولتی که در این ماجرا مقصر شناخته شده‌اند، بازداشت شده و به تازگی اعضای کمیسیون امنیت مجلس شورای اسلامی برای بررسی حادثه و شناسایی مقصران، راهی این روستا شده‌اند تا در جریان بررسی‌های دقیق و تخصصی، همه مقصران حادثه و میزان قصور آنها مشخص و حقوق مردم روستای دانیال محقق شود.